# Roman Salaun
Roman Salaun (2006) es un deportista francés que compite en ciclismo en la modalidad de trials. Ganó una medalla de plata en el Campeonato Mundial de Ciclismo Urbano de 2024, en la prueba de equipo mixto.

## Palmarés internacional
| Campeonato Mundial | Campeonato Mundial | Campeonato Mundial | Campeonato Mundial |
| Año                | Lugar              | Medalla            | Competición        |
| ------------------ | ------------------ | ------------------ | ------------------ |
| 2024               | Abu Dabi (EAU)     | Medalla de plata   | Equipo mixto       |